# Reprezentacja Grecji na Mistrzostwach Świata w Narciarstwie Klasycznym 2009
Reprezentacja Grecji na Mistrzostwach Świata w Narciarstwie Klasycznym 2009 liczyła 6 sportowców. Najlepszym wynikiem było 23. miejsce w sprincie drużynowym mężczyzn.

## Medale

### Złote medale
Brak

### Srebrne medale
Brak

### Brązowe medale
Brak

## Wyniki

### Biegi narciarskie mężczyzn
Sprint
- Dimitrios Kappas - 82. miejsce (odpadł w kwalifikacjach)
- Athanassios Barbagiannis - 85. miejsce (odpadł w kwalifikacjach)
- Alexis Gkounko - 96. miejsce (odpadł w kwalifikacjach)
- Lefteris Fafalis - nie wystartował

Sprint drużynowy
- Alexis Gkounko, Georgios Nakas - 23. miejsce

Bieg na 30 km
- Georgios Nakas - 72. miejsce

### Biegi narciarskie kobiet
Sprint
- Maria Danou - 83. miejsce (odpadła w kwalifikacjach)

Bieg na 15 km
- Maria Danou - 70. miejsce